# Ökoterrorismus
Der Begriff Ökoterrorismus bezeichnet politisch motivierte Rechtsübertretungen, die im Zusammenhang mit der Umwelt (Ökologie) stehen. Nach verschiedenen Verständnissen bezeichnet man damit entweder
- Handlungen mit dem Ziel, der Umwelt zu nutzen beziehungsweise sie vor Schaden zu bewahren oder
- Taten mit erheblichem Schaden für die Umwelt.

Die Wortschöpfung geht auf verschiedene Berichte zur Sicherheitslage in den Vereinigten Staaten von Amerika des Federal Bureau of Investigation (FBI) beziehungsweise auf Reaktionen verschiedener Umweltschützer zurück und bezieht sich auf Aktivitäten der Öko- und Tierrechtsbewegung.

## Unterschiedliche Begriffsauffassungen
Ökoterrorismus wurde geprägt durch das US-amerikanische Federal Bureau of Investigation (FBI) als:

“Domestic [eco-]terrorism is the unlawful use, or threatened use, of violence by a group or individual based and operating entirely within the United States (or its territories) without foreign direction, committed against persons or property to intimidate or coerce a government, the civilian population, or any segment thereof, in furtherance of political or social objectives.”

„… die illegale Verwendung oder die Androhung von Gewalt durch eine politisch oder sozial motivierte Gruppe beziehungsweise einen einzelnen Bürger der Vereinigten Staaten gegen Personen oder Eigentum, mit dem Ziel, eine Regierung, die Gesellschaft oder eine Gruppe einzuschüchtern beziehungsweise unter Druck zu setzen.“

Umweltschützer sehen ihn als einen Propagandabegriff, der von den Strafverfolgungsbehörden zur Kriminalisierung ihrer weitestgehend legalen Proteste genutzt wird. Nach ihrer Auffassung versucht man damit, die Öffentlichkeit zu täuschen, Einzelfälle herauszustellen und der inhaltlichen Auseinandersetzung auszuweichen.

## Beispiele für die unterschiedliche Verwendung
Umweltschützer verstehen unter dem Begriff Ökoterrorismus zum Beispiel den Kahlschlag von Urwäldern, den hohen CO2-Ausstoß der Industrienationen, die Belastung der Umwelt mit Chemieabfällen, den allgemeinen Raubbau an der Natur oder die andauernde Nutzung von unsicheren Atomkraftwerken. Der Kanadier David Suzuki hatte 2005 den Premierminister Australiens, John Howard, wegen seiner Mitverantwortung für das Scheitern des Kyoto-Protokolls, als Ökoterroristen bezeichnet.

### Weitere Beispiele
- Earth Liberation Front, Eric McDavid
- Sea Shepherd Conservation Society

## Rezeption
In Literatur und Film kommen mitunter „Ökoterroristen“ vor. So greifen die Figuren Poison Ivy und Ra’s al Ghul (beide aus dem Comic-Universum von DC, insbesondere in Batman-Comics und diversen Verfilmungen) zu kriminellen Methoden, um die Umwelt gegen den Einfluss des Menschen zu verteidigen. Auch in der Verfilmung des Comics The Secret Service aus dem Jahr 2014 tritt mit Richmond Valentine ein derartiger Charakter auf.